# Хэмфри, Озайас
Озайас Хэмфри (англ. Ozias Humphry, Humphrey; 8 сентября 1742[…], Хонитон, Девон — 9 марта 1810[…], Лондон) — английский живописец, мастер портретной миниатюры.
Родился и вырос в Девоншире. Учился у Уильяма Шипли в Лондоне и у Самуэля Коллинса в Бате. В юности заслужил поддержку и одобрение Рейнолдса и Гейнсборо. Его проблемы со зрением, которые в конечном итоге привели к слепоте, начались в начале 1770-х годов и заставили его писать более крупные работы маслом и пастелью. В 1773 году предпринял поездку в Италию вместе с Джорджем Ромни. В 1785—1787 годах ездил также в Индию — от этой поездки осталось много живописного и графического материала. В периоды жизни в Англии написал много портретов, в том числе портрет Джейн Остин (около 1790 года). В 1791 году был избран членом Королевской Академии художеств.

## Галерея

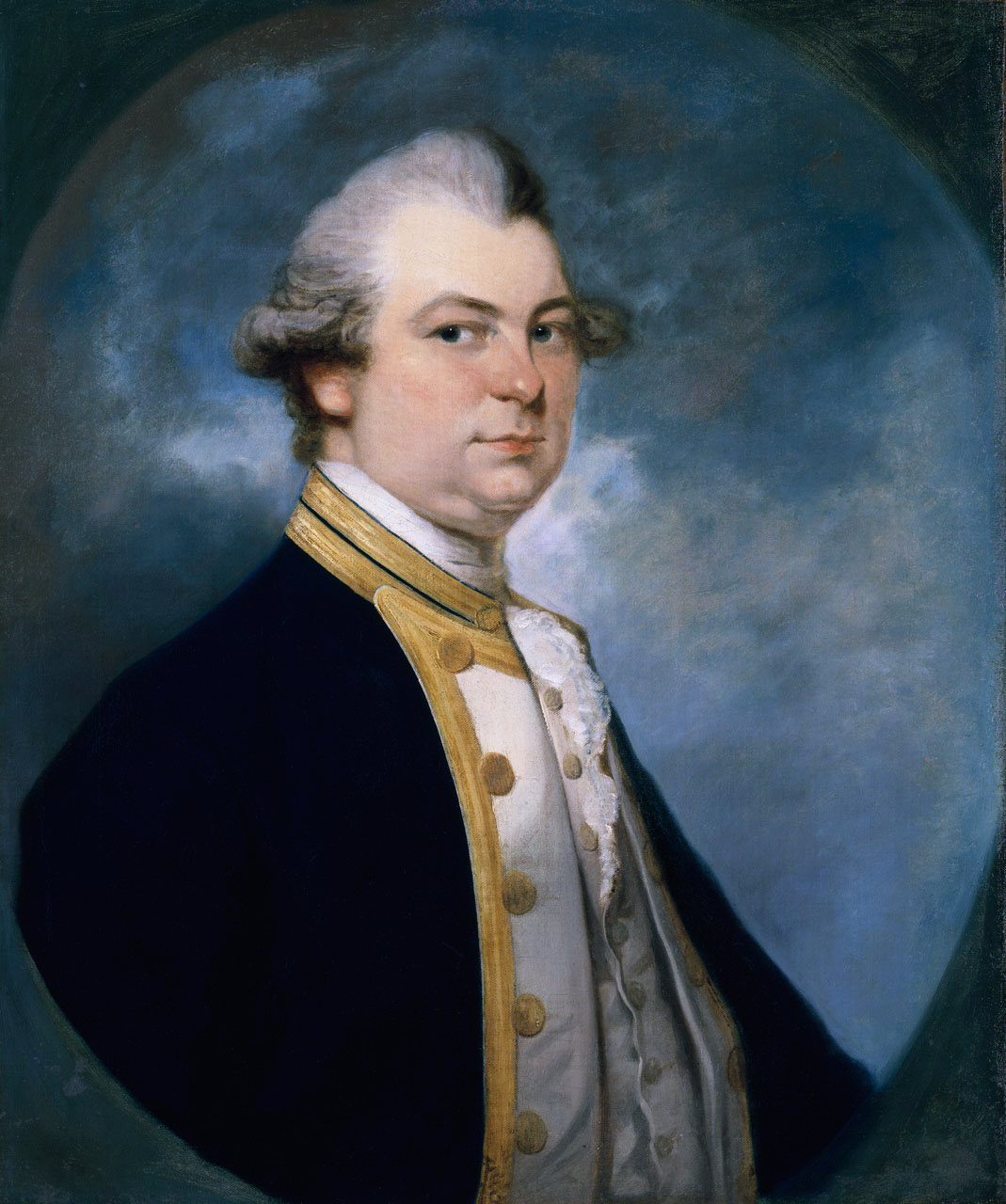
Портрет мореплавателя Константина Джона Фиппса, около 1779, Национальный морской музей.
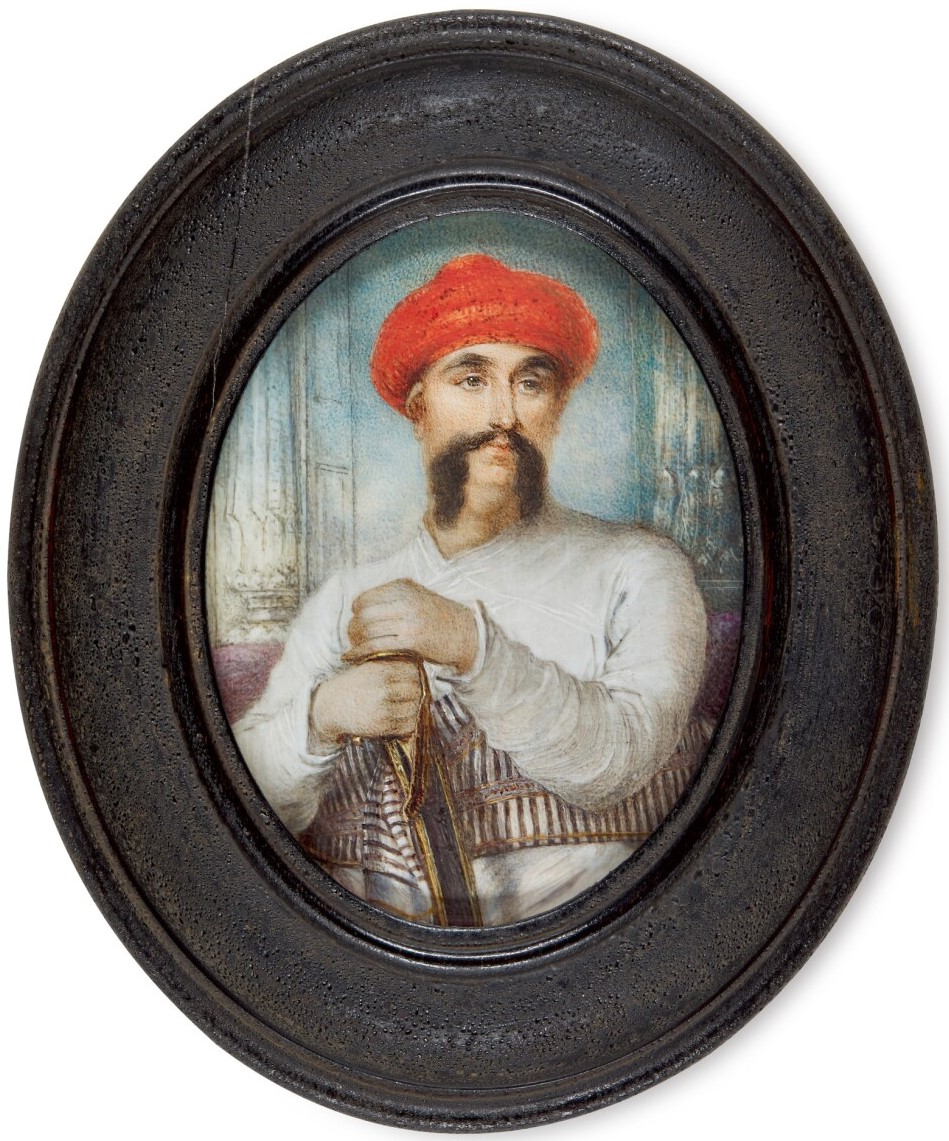
Портрет Асафа ад-Даула, 1786, частное собрание.
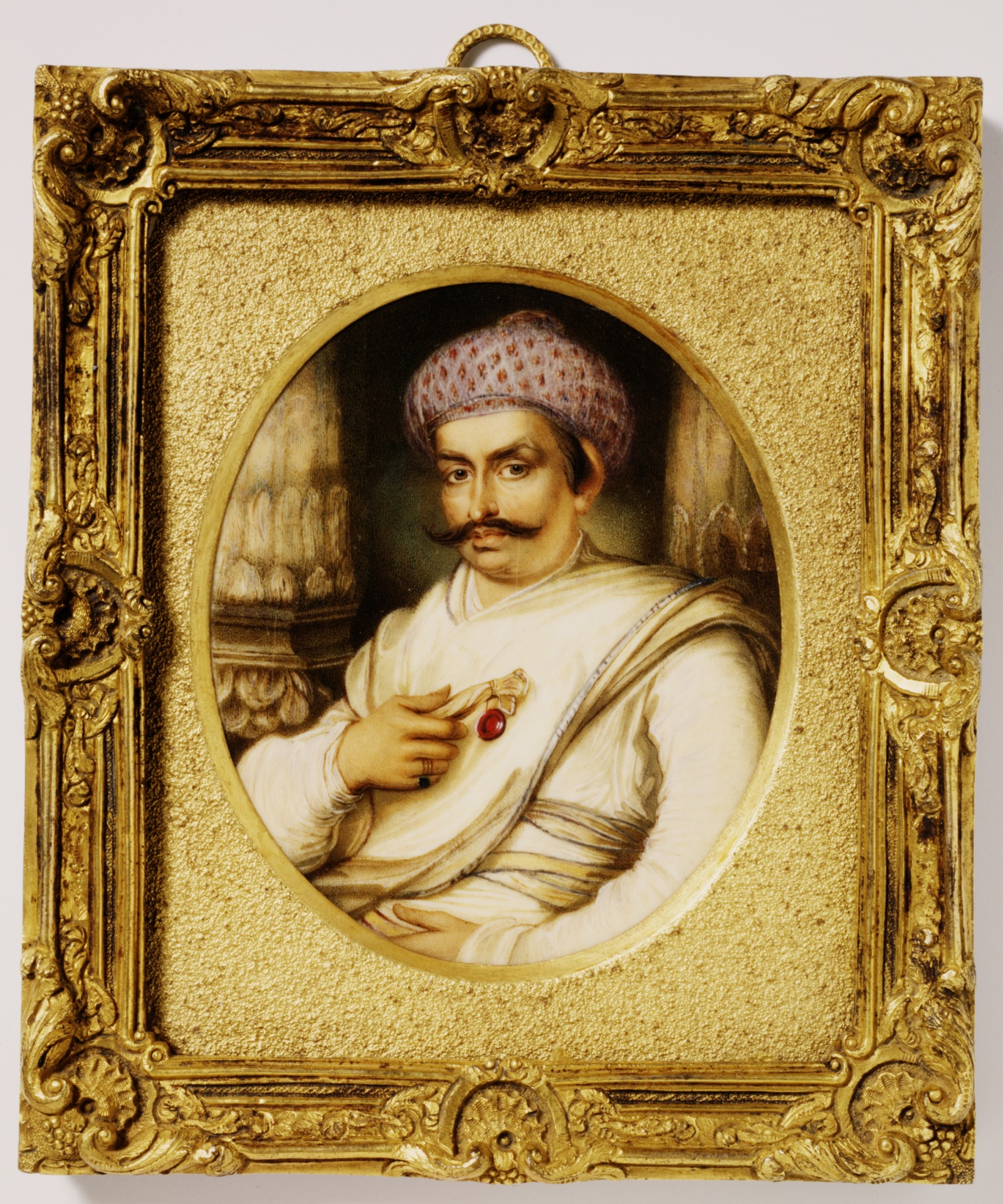
Портрет Хайдер-бек-хана, министра при дворе наваба Ауда, 1786, Музей Виктории и Альберта, Лондон.
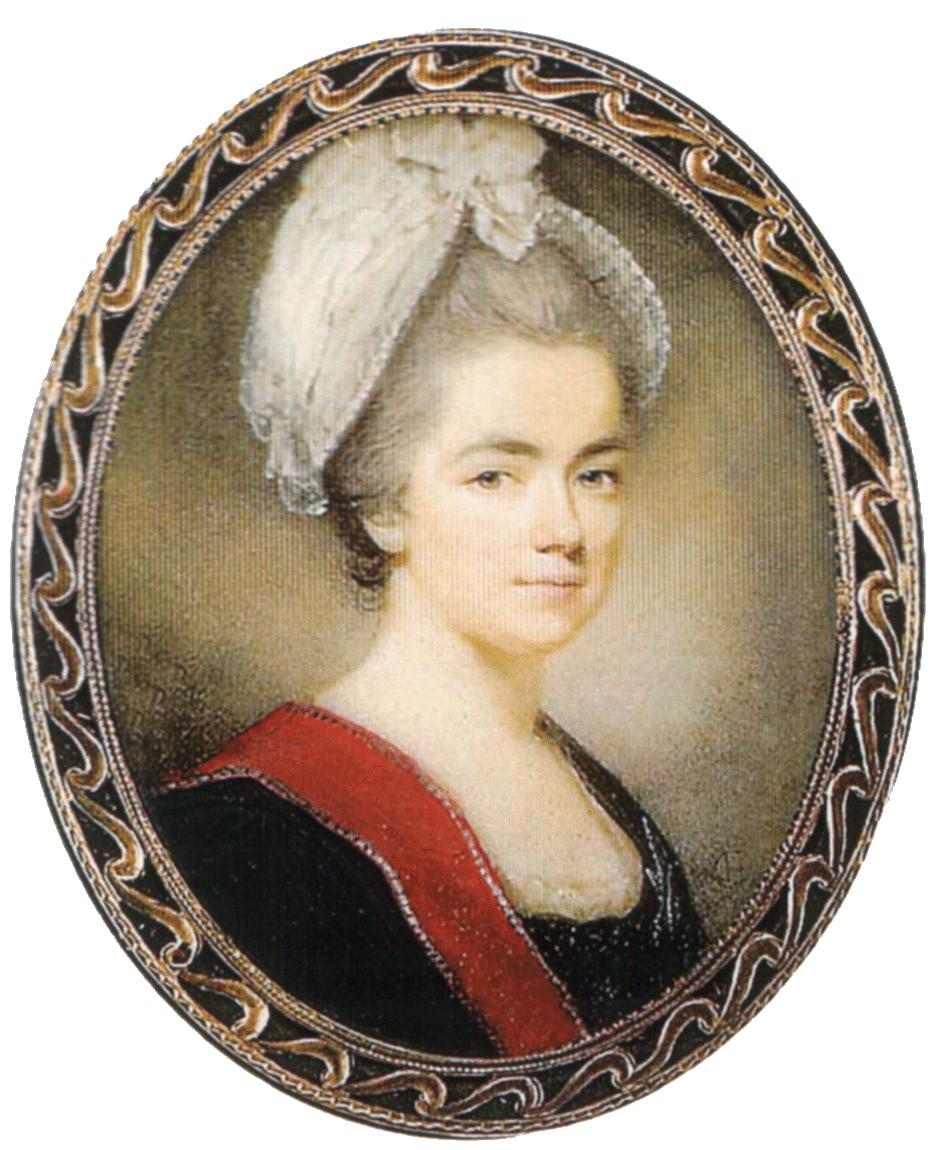
Портрет княгини Екатерины Романовны Дашковой, 1770-е, Государственный Эрмитаж.
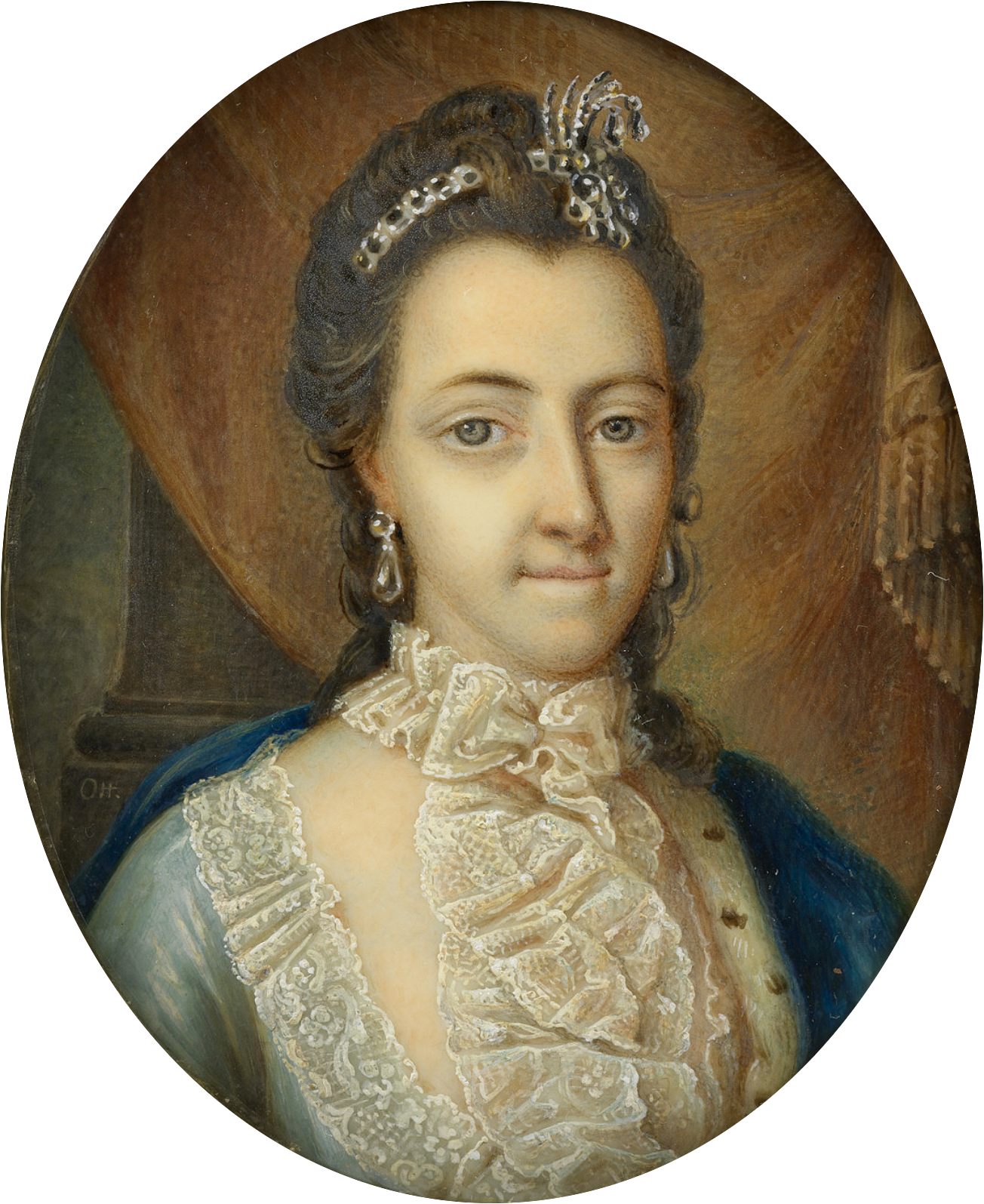
Портрет ландграфини Марии Гессен-Кассельской.
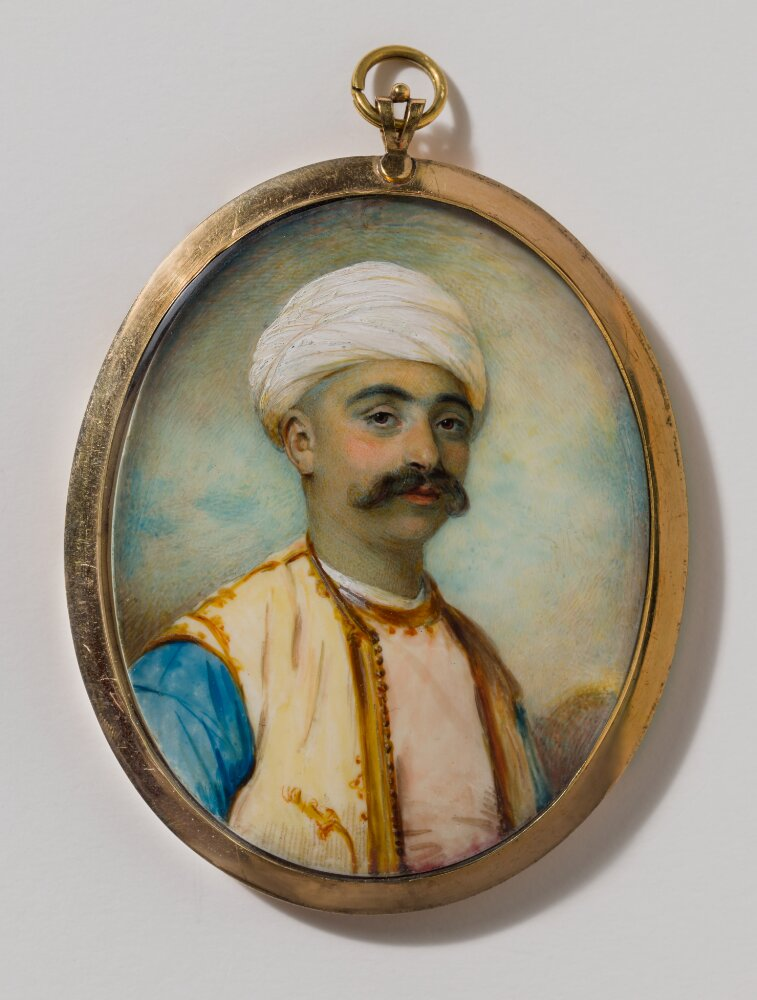
Портрет Сулеймана-аги, 1782, Национальный музей Швеции, Стокгольм.